# طاق فرهاد
طاق فرهاد، اتاق فرهاد، فَران کَن یا گوردخمه دیره، دخمه‌ای تاریخی واقع در شهرستان گیلانغرب است که در روستای شلین واقع در دهستان دیره قرار دارد. این اثر در تاریخ ۲۹ آذر ۱۳۱۶ با شمارهٔ ثبت ۳۰۴ به‌عنوان یکی از آثار ملی ایران به ثبت رسیده‌است.

## موقعیت
طاق فرهاد در فاصلهٔ ۲۴ کیلومتری از شهر سرپل ذهاب، در روستای شلین واقع در دهستان دیره واقع شده‌است.

## قدمت
قدمت طاق فرهاد مشخص نیست. برخی منابع آن را به دورهٔ ماد منسوب کرده‌اند. اما برخی دیگر آن را متعلق به دورهٔ هخامنشی یا اشکانی دانسته‌اند.

## ویژگی‌های معماری
طاق فرهاد روی ارتفاع یک کوه قرار دارد. طول آن حدود ۶/۵ متر است، عمق آن ۳/۲۰ متری و ارتفاع حدود ۲/۱۵ متر دارد. در داخل آن دو پله به طول ۲/۳۵ متر در انتهای فضای دخمه قرار دارند. در دیوار جنوبی دخمه صفحه‌ای به ابعاد ۱/۶۰ در ۱/۳۴ از دل کوه تراشیده شده تا برای حک کردن نقوش آماده گردد.

## آسیب‌ها
از این دخمه محافظتی به عمل نیامده‌است. بارش باران و عوامل طبیعی مانند رشد گلسنگ‌ها به دخمه صدمه زده‌است. همچنین محل دخمه به جای برای نشستن و روشن کردن آتش تبدیل شده که آسیبی جدی به بنا وارد کرده‌است.